# Liste der Nummer-eins-Hits in den Niederlanden (2001)
Dies ist eine Liste der Nummer-eins-Hits in den Niederlanden im Jahr 2001. Sie basiert auf den Nederlandse Top 40 von Radio 538 (Singles) bzw. den von der GfK ermittelten Dutch Album Top 100 dieses Jahres.
In diesem Jahr gab es 17 Nummer-eins-Singles und 15 Nummer-eins-Alben.

## Singles
| ← 2000 ← | Liste der Nummer-eins-Hits in den Niederlanden | Liste der Nummer-eins-Hits in den Niederlanden | Liste der Nummer-eins-Hits in den Niederlanden | 2002 → |
| \| Zeitraum \| Wo. ges. \| Interpret \| Titel Autor(en) \| Zusätzliche Informationen \| \| (Zeitraum, Wochen auf Platz eins, Interpret, Titel, Autor[en], zusätzliche Informationen) \| \| \| \| \| \| ----------------------------------------------------------------------------------------- \| -------- \| ------------------------------ \| -------------------------------------------------------------------------------------------------------------------------------------------------------------------------------------------------------------------------------------- \| -------------------------------------------------------------------------------------------------------------------------------------------------------------------------------------------------------------------------------------------------------------------------------------------- \| \| 16. Dezember 2000 – 19. Januar 2001 5 Wochen \| 5 \| LeAnn Rimes \| Can’t Fight the Moonlight Diane Eve Warren \| – \| \| 20. Januar 2001 – 2. Februar 2001 2 Wochen \| 2 \| Jennifer Lopez \| Love Don’t Cost a Thing Gregory Dean Lawson, Georgette Michale Franklin, Jeremy Jermaine Monroe, Damon Sharpe, Amille Danielle Harris \| – \| \| 3. Februar 2001 – 9. Februar 2001 1 Woche \| 1 \| OutKast \| Ms. Jackson André Lauren Benjamin, Antwan Andre Patton, David A. Sheats \| – \| \| 10. Februar 2001 – 23. Februar 2001 2 Wochen \| 2 \| Def Rhymz \| Puf / Schudden Dennis O. Bouman, Andreas Laga Lagaris / Musik: Menno J. Koning, Hart; Text: Lloyd G. C. de Meza, Dennis O. Bouman \| – \| \| 24. Februar 2001 – 13. April 2001 7 Wochen \| 7 \| Shaggy feat. RikRok \| It Wasn’t Me Orville Burrell, Rickardo George Ducent, Shaun Pizzonia, Brian Derek Thompson; Musik zusätzlich: Dee Allen, Harold Ray Brown I, Bebee Dickerson, Le Roy Lonnie Jordan, Charles William Miller, Lee Oskar, Howard E. Scott \| – \| \| 14. April 2001 – 18. Mai 2001 5 Wochen \| 5 \| Starmaker \| Damn (I Think I Love You) Jacqueline Nemorin, Tobias Gad \| – \| \| 19. Mai 2001 – 15. Juni 2001 4 Wochen \| 4 \| One Day Fly \| I Wanna Be a One Day Fly Daan van Rijsbergen, Hans Bouwens, Hans Riemens, Hans Sibbel, Jack Spijkerman, Joep van Deudekom, Owen Schumacher, Peter Heerschop, Peter Schön, Viggo Waas \| Das Lied ist ein satirischer Beitrag aus der TV-Sendung Kopspijkers mit Jack Spijkerman. Er macht sich über Castingshows wie Starmaker lustig, die mit simplen Songs „Eintagsfliegen“ (One Day Fly) in den Charts produzieren.[1] Selbstverständlich war es der einzige Hit dieses Projekts. \| \| 16. Juni 2001 – 22. Juni 2001 1 Woche \| 1 \| Atomic Kitten \| Whole Again George Andrew McCluskey, Stuart Kershaw, Bill Padley, Jeremy Peter Godfrey \| – \| \| 23. Juni 2001 – 10. August 2001 7 Wochen \| 7 \| Shaggy feat. Rayvon \| Angel Steven Haworth Miller, Eddie Curtis, Ahmet Ertegun, Chip Taylor \| – \| \| 11. August 2001 – 17. August 2001 1 Woche \| 1 \| U2 \| Elevation Paul David Hewson, David Evans, Larry Mullen, Adam Clayton \| – \| \| 18. August 2001 – 31. August 2001 2 Wochen \| 2 \| Herman Brood \| My Way Musik: Claude François, Jacques Reveaux; englischer Text: Paul Anka \| – \| \| 1. September 2001 – 7. September 2001 1 Woche \| 1 \| Dante Thomas feat. Pras Michel \| Miss California Rasheem Sharrief Pugh, Vada J. Nobles \| – \| \| 8. September 2001 – 5. Oktober 2001 4 Wochen \| 4 \| Alicia Keys \| Fallin’ Musik: Til Schneider; Text: Alicia Keys \| – \| \| 6. Oktober 2001 – 16. November 2001 6 Wochen \| 6 \| Kylie Minogue \| Can’t Get You Out of My Head Cathy Dennis, Robert Berkeley Davis \| – \| \| 17. November 2001 – 30. November 2001 2 Wochen \| 2 \| De Poema’s \| Zij maakt het verschil Musik: Paul F. de Munnik; Text: Martin G. Buitenhuis \| – \| \| 1. Dezember 2001 – 14. Dezember 2001 2 Wochen \| 2 \| Sita \| Happy Jacqueline Nemorin, Tobias Gad \| – \| \| 15. Dezember 2001 – 11. Januar 2002 4 Wochen \| 4 \| Gigi D’Agostino \| L’amour toujours Musik: Luigino di Agostino, Paolo Sandrini, Carlo Montagner; Text: Luigino di Agostino, Diego Maria Leoni \| – \| |                                                |                                                | | |
| ← 2000 |                                                |                                                | | → 2002 → |
| Zeitraum | Wo. ges.                                       | Interpret                                      | Titel Autor(en) | Zusätzliche Informationen |
| (Zeitraum, Wochen auf Platz eins, Interpret, Titel, Autor[en], zusätzliche Informationen) |                                                |                                                | | |
| 16. Dezember 2000 – 19. Januar 2001 5 Wochen | 5                                              | LeAnn Rimes                                    | Can’t Fight the Moonlight Diane Eve Warren | – |
| 20. Januar 2001 – 2. Februar 2001 2 Wochen | 2                                              | Jennifer Lopez                                 | Love Don’t Cost a Thing Gregory Dean Lawson, Georgette Michale Franklin, Jeremy Jermaine Monroe, Damon Sharpe, Amille Danielle Harris                                                                                                  | – |
| 3. Februar 2001 – 9. Februar 2001 1 Woche | 1                                              | OutKast                                        | Ms. Jackson André Lauren Benjamin, Antwan Andre Patton, David A. Sheats | – |
| 10. Februar 2001 – 23. Februar 2001 2 Wochen | 2                                              | Def Rhymz                                      | Puf / Schudden Dennis O. Bouman, Andreas Laga Lagaris / Musik: Menno J. Koning, Hart; Text: Lloyd G. C. de Meza, Dennis O. Bouman | – |
| 24. Februar 2001 – 13. April 2001 7 Wochen | 7                                              | Shaggy feat. RikRok                            | It Wasn’t Me Orville Burrell, Rickardo George Ducent, Shaun Pizzonia, Brian Derek Thompson; Musik zusätzlich: Dee Allen, Harold Ray Brown I, Bebee Dickerson, Le Roy Lonnie Jordan, Charles William Miller, Lee Oskar, Howard E. Scott | – |
| 14. April 2001 – 18. Mai 2001 5 Wochen | 5                                              | Starmaker                                      | Damn (I Think I Love You) Jacqueline Nemorin, Tobias Gad | – |
| 19. Mai 2001 – 15. Juni 2001 4 Wochen | 4                                              | One Day Fly                                    | I Wanna Be a One Day Fly Daan van Rijsbergen, Hans Bouwens, Hans Riemens, Hans Sibbel, Jack Spijkerman, Joep van Deudekom, Owen Schumacher, Peter Heerschop, Peter Schön, Viggo Waas                                                   | Das Lied ist ein satirischer Beitrag aus der TV-Sendung Kopspijkers mit Jack Spijkerman. Er macht sich über Castingshows wie Starmaker lustig, die mit simplen Songs „Eintagsfliegen“ (One Day Fly) in den Charts produzieren. Selbstverständlich war es der einzige Hit dieses Projekts. |
| 16. Juni 2001 – 22. Juni 2001 1 Woche | 1                                              | Atomic Kitten                                  | Whole Again George Andrew McCluskey, Stuart Kershaw, Bill Padley, Jeremy Peter Godfrey | – |
| 23. Juni 2001 – 10. August 2001 7 Wochen | 7                                              | Shaggy feat. Rayvon                            | Angel Steven Haworth Miller, Eddie Curtis, Ahmet Ertegun, Chip Taylor | – |
| 11. August 2001 – 17. August 2001 1 Woche | 1                                              | U2                                             | Elevation Paul David Hewson, David Evans, Larry Mullen, Adam Clayton | – |
| 18. August 2001 – 31. August 2001 2 Wochen | 2                                              | Herman Brood                                   | My Way Musik: Claude François, Jacques Reveaux; englischer Text: Paul Anka | – |
| 1. September 2001 – 7. September 2001 1 Woche | 1                                              | Dante Thomas feat. Pras Michel                 | Miss California Rasheem Sharrief Pugh, Vada J. Nobles | – |
| 8. September 2001 – 5. Oktober 2001 4 Wochen | 4                                              | Alicia Keys                                    | Fallin’ Musik: Til Schneider; Text: Alicia Keys | – |
| 6. Oktober 2001 – 16. November 2001 6 Wochen | 6                                              | Kylie Minogue                                  | Can’t Get You Out of My Head Cathy Dennis, Robert Berkeley Davis | – |
| 17. November 2001 – 30. November 2001 2 Wochen | 2                                              | De Poema’s                                     | Zij maakt het verschil Musik: Paul F. de Munnik; Text: Martin G. Buitenhuis | – |
| 1. Dezember 2001 – 14. Dezember 2001 2 Wochen | 2                                              | Sita                                           | Happy Jacqueline Nemorin, Tobias Gad | – |
| 15. Dezember 2001 – 11. Januar 2002 4 Wochen | 4                                              | Gigi D’Agostino                                | L’amour toujours Musik: Luigino di Agostino, Paolo Sandrini, Carlo Montagner; Text: Luigino di Agostino, Diego Maria Leoni | – |

## Alben
| ← 2000 ← | Liste der Nummer-eins-Hits in den Niederlanden | Liste der Nummer-eins-Hits in den Niederlanden | Liste der Nummer-eins-Hits in den Niederlanden | 2002 →                    |
| \| Zeitraum \| Wo. ges. \| Interpret \| Titel \| Zusätzliche Informationen \| \| (Zeitraum, Wochen auf Platz eins, Interpret, Titel, zusätzliche Informationen) \| \| \| \| \| \| ------------------------------------------------------------------------------ \| -------- \| ----------------- \| ------------------------------- \| ------------------------- \| \| 16. Dezember 2000 – 16. März 2001 13 Wochen \| 13 \| Alessandro Safina \| Insieme a te \| – \| \| 17. März 2001 – 23. März 2001 1 Woche (insgesamt 6) \| 6 \| U2 \| All That You Can’t Leave Behind \| – \| \| 24. März 2001 – 6. April 2001 2 Wochen \| 2 \| Anastacia \| Not That Kind \| – \| \| 7. April 2001 – 11. Mai 2001 5 Wochen \| 5 \| Anouk \| Lost Tracks \| – \| \| 12. Mai 2001 – 1. Juni 2001 3 Wochen \| 3 \| Destiny’s Child \| Survivor \| – \| \| 2. Juni 2001 – 20. Juli 2001 7 Wochen \| 7 \| K-Otic \| Bulletproof \| – \| \| 21. Juli 2001 – 27. Juli 2001 1 Woche \| 1 \| (Soundtrack) \| Bridget Jones’s Diary \| – \| \| 28. Juli 2001 – 17. August 2001 3 Wochen \| 3 \| Twarres \| Stream \| – \| \| 18. August 2001 – 14. September 2001 4 Wochen \| 4 \| K3 \| Alle kleuren \| – \| \| 15. September 2001 – 28. September 2001 2 Wochen \| 2 \| Alicia Keys \| Songs in A Minor \| – \| \| 29. September 2001 – 26. Oktober 2001 4 Wochen \| 4 \| Live \| V \| – \| \| 27. Oktober 2001 – 9. November 2001 2 Wochen (insgesamt 3) \| 3 \| Andrea Bocelli \| Cieli di Toscana \| – \| \| 10. November 2001 – 23. November 2001 2 Wochen \| 2 \| Michael Jackson \| Invincible \| – \| \| 24. November 2001 – 30. November 2001 1 Woche (insgesamt 3) \| 3 \| Andrea Bocelli \| Cieli di Toscana \| – \| \| 1. Dezember 2001 – 14. Dezember 2001 2 Wochen \| 2 \| K3 \| Tele – Romeo \| – \| \| 15. Dezember 2001 – 18. Januar 2002 5 Wochen \| 5 \| Anastacia \| Freak of Nature \| – \| |                                                |                                                |                                                |                           |
| ← 2000 |                                                |                                                |                                                | → 2002 →                  |
| Zeitraum | Wo. ges.                                       | Interpret                                      | Titel                                          | Zusätzliche Informationen |
| (Zeitraum, Wochen auf Platz eins, Interpret, Titel, zusätzliche Informationen) |                                                |                                                |                                                |                           |
| 16. Dezember 2000 – 16. März 2001 13 Wochen | 13                                             | Alessandro Safina                              | Insieme a te                                   | –                         |
| 17. März 2001 – 23. März 2001 1 Woche (insgesamt 6) | 6                                              | U2                                             | All That You Can’t Leave Behind                | –                         |
| 24. März 2001 – 6. April 2001 2 Wochen | 2                                              | Anastacia                                      | Not That Kind                                  | –                         |
| 7. April 2001 – 11. Mai 2001 5 Wochen | 5                                              | Anouk                                          | Lost Tracks                                    | –                         |
| 12. Mai 2001 – 1. Juni 2001 3 Wochen | 3                                              | Destiny’s Child                                | Survivor                                       | –                         |
| 2. Juni 2001 – 20. Juli 2001 7 Wochen | 7                                              | K-Otic                                         | Bulletproof                                    | –                         |
| 21. Juli 2001 – 27. Juli 2001 1 Woche | 1                                              | (Soundtrack)                                   | Bridget Jones’s Diary                          | –                         |
| 28. Juli 2001 – 17. August 2001 3 Wochen | 3                                              | Twarres                                        | Stream                                         | –                         |
| 18. August 2001 – 14. September 2001 4 Wochen | 4                                              | K3                                             | Alle kleuren                                   | –                         |
| 15. September 2001 – 28. September 2001 2 Wochen | 2                                              | Alicia Keys                                    | Songs in A Minor                               | –                         |
| 29. September 2001 – 26. Oktober 2001 4 Wochen | 4                                              | Live                                           | V                                              | –                         |
| 27. Oktober 2001 – 9. November 2001 2 Wochen (insgesamt 3) | 3                                              | Andrea Bocelli                                 | Cieli di Toscana                               | –                         |
| 10. November 2001 – 23. November 2001 2 Wochen | 2                                              | Michael Jackson                                | Invincible                                     | –                         |
| 24. November 2001 – 30. November 2001 1 Woche (insgesamt 3) | 3                                              | Andrea Bocelli                                 | Cieli di Toscana                               | –                         |
| 1. Dezember 2001 – 14. Dezember 2001 2 Wochen | 2                                              | K3                                             | Tele – Romeo                                   | –                         |
| 15. Dezember 2001 – 18. Januar 2002 5 Wochen | 5                                              | Anastacia                                      | Freak of Nature                                | –                         |

## Jahreshitparaden
| ← 2000 ← | Liste der Nummer-eins-Hits in den Niederlanden | Liste der Nummer-eins-Hits in den Niederlanden | Liste der Nummer-eins-Hits in den Niederlanden | 2002 →   |
| \| Singles \| Position# \| Alben \| \| ---------------------------------------------------------------------------------------------------------------------------------------------------------------------------------------------------------------------------------------------------------- \| --------- \| ------------------------------------- \| \| Played-A-Live (The Bongo Song) Safri Duo Morten Friis, Uffe Savery, Michael Parsberg \| 1 \| Bulletproof K-Otic \| \| Fallin’ Alicia Keys Musik: Til Schneider; Text: Alicia Keys \| 2 \| Insieme a te Alessandro Safina \| \| Whole Again Atomic Kitten George Andrew McCluskey, Stuart Kershaw, Bill Padley, Jeremy Peter Godfrey \| 3 \| Not That Kind Anastacia \| \| Drops of Jupiter (Tell Me) Train Patrick T. Monahan, James W. Stafford, Robert S. Hotchkiss, Charlie Colin, Scott Michael Underwood \| 4 \| Survivor Destiny’s Child \| \| Can’t Get You Out of My Head Kylie Minogue Cathy Dennis, Robert Berkeley Davis \| 5 \| Alle kleuren K3 \| \| Moi… Lolita Alizée Musik: Laurent Pierre Marie Boutonnat; Text: Mylène Farmer \| 6 \| Cieli di Toscana Andrea Bocelli \| \| It Wasn’t Me Shaggy feat. RikRok Orville Burrell, Rickardo George Ducent, Shaun Pizzonia, Brian Derek Thompson; Musik zusätzlich: Dee Allen, Harold Ray Brown I, Bebee Dickerson, Le Roy Lonnie Jordan, Charles William Miller, Lee Oskar, Howard E. Scott \| 7 \| All That You Can’t Leave Behind U2 \| \| Puf / Schudden Def Rhymz Dennis O. Bouman, Andreas Laga Lagaris / Musik: Menno J. Koning, Hart; Text: Lloyd G. C. de Meza, Dennis O. Bouman \| 8 \| V Live \| \| Angel Shaggy feat. Rayvon Steven Haworth Miller, Eddie Curtis, Ahmet Ertegun, Chip Taylor \| 9 \| Stream Twarres \| \| You Judith Judith Jobse \| 10 \| Sailing to Philadelphia Mark Knopfler \| |                                                |                                                |                                                |          |
| ← 2000 |                                                |                                                |                                                | → 2002 → |
| Singles | Position#                                      | Alben                                          |                                                |          |
| Played-A-Live (The Bongo Song) Safri Duo Morten Friis, Uffe Savery, Michael Parsberg | 1                                              | Bulletproof K-Otic                             |                                                |          |
| Fallin’ Alicia Keys Musik: Til Schneider; Text: Alicia Keys | 2                                              | Insieme a te Alessandro Safina                 |                                                |          |
| Whole Again Atomic Kitten George Andrew McCluskey, Stuart Kershaw, Bill Padley, Jeremy Peter Godfrey | 3                                              | Not That Kind Anastacia                        |                                                |          |
| Drops of Jupiter (Tell Me) Train Patrick T. Monahan, James W. Stafford, Robert S. Hotchkiss, Charlie Colin, Scott Michael Underwood | 4                                              | Survivor Destiny’s Child                       |                                                |          |
| Can’t Get You Out of My Head Kylie Minogue Cathy Dennis, Robert Berkeley Davis | 5                                              | Alle kleuren K3                                |                                                |          |
| Moi… Lolita Alizée Musik: Laurent Pierre Marie Boutonnat; Text: Mylène Farmer | 6                                              | Cieli di Toscana Andrea Bocelli                |                                                |          |
| It Wasn’t Me Shaggy feat. RikRok Orville Burrell, Rickardo George Ducent, Shaun Pizzonia, Brian Derek Thompson; Musik zusätzlich: Dee Allen, Harold Ray Brown I, Bebee Dickerson, Le Roy Lonnie Jordan, Charles William Miller, Lee Oskar, Howard E. Scott | 7                                              | All That You Can’t Leave Behind U2             |                                                |          |
| Puf / Schudden Def Rhymz Dennis O. Bouman, Andreas Laga Lagaris / Musik: Menno J. Koning, Hart; Text: Lloyd G. C. de Meza, Dennis O. Bouman | 8                                              | V Live                                         |                                                |          |
| Angel Shaggy feat. Rayvon Steven Haworth Miller, Eddie Curtis, Ahmet Ertegun, Chip Taylor | 9                                              | Stream Twarres                                 |                                                |          |
| You Judith Judith Jobse | 10                                             | Sailing to Philadelphia Mark Knopfler          |                                                |          |